# Paka'An Laok
Paka'An Laok is een bestuurslaag in het regentschap Bangkalan van de provincie Oost-Java, Indonesië. Paka'An Laok telt 2596 inwoners (volkstelling 2010).